# Жан-Батист ван Ло
Жан Батист ван Ло е френски художник.

## Биография
Жан Батист ван Ло е роден на 14 януари 1684 г. Учи при баща си Луис Абрахам ван Ло, син на Яков ван Ло. И рано се прочува като художник на религиозни композиции за църкви в Екс и Тулон („Смъртта на св. Йосиф“, Екс-ан-Прованс, църквата Сен Мадлен). През 1712 г. посещава Ница, Монако и Генуа, през 1713 г. работи за херцога на Савоя Виторе Амедео II през 1714 г. заминава за Рим, където учи в ателието на Б. Луга, рисува картини за църкви („бичуването на Христос“ – Рим църква Санта Мария дела Скала) и участва във възстановяването на произведения на Джулио Романо и Приматичио през 1719 г. се завръща в Париж и продължава да създава композиции на християнска и митологична тематика („Триумфът на Галатея“ – около 1719 – 1720, Санкт Петербург, Държавен Ермитаж; „Влизането на Христос в Йерусалим“ – около 1738, църквата Сент Мартин).
През 1722 г. е отчетен в кралската академия за живопис и скулптура, а през 1731 г. става академик, представяйки като морсо де рецепция картината „Диана и Ендимион“ (Париж, Лувър). От 1737 до 1742 г. живее в Лондон, където прави голям брой портрети на английски благородници, които се отличават с строгост, елегантност и реализъм ("сър Робърт Уолпъл, граф на Оксфорд – 1740, Санкт Петербург, Държавен Ермитаж; Портрет на Фредерик, принц на Уелс – 1742, Лондон, Бъкингамският дворец; „Портрет на Августа, принцеса на Уелс с членове на семейството и кралския двор“ – 1739 г., Лондон, дворец Сейнт Джеймс). Репутацията на Жан Батист ван Ло като художник на портрети е особено засилена в Англия, когато придобива покровителството на първия министър на краля сър Уолпол и принц Фредерик Уелски. Въпреки това през 1742 г. Жан Батист ван Ло се завръща в Франция поради влошено здравословно състояние и през последните три години живее в Париж и Екс-ан-Прованс, преследвайки художественото образование на синовете си Луи Мишел и Амеде.
Жан-Батист ван Ло умира през 1745 г.
- „Триумфът на Галатея“, 1720 г. (Ермитаж)
- „Луи XV, крал на Франция и Навара“, ок. 1723 г. (Версайски дворец)
- Маргарет Уофингтън, актриса, ок. 1738 (музей „Виктория и Алберт“)